# Épée de Goujian
 (octobre 2019).
Si vous disposez d'ouvrages ou d'articles de référence ou si vous connaissez des sites web de qualité traitant du thème abordé ici, merci de compléter l'article en donnant les références utiles à sa vérifiabilité et en les liant à la section « Notes et références ».

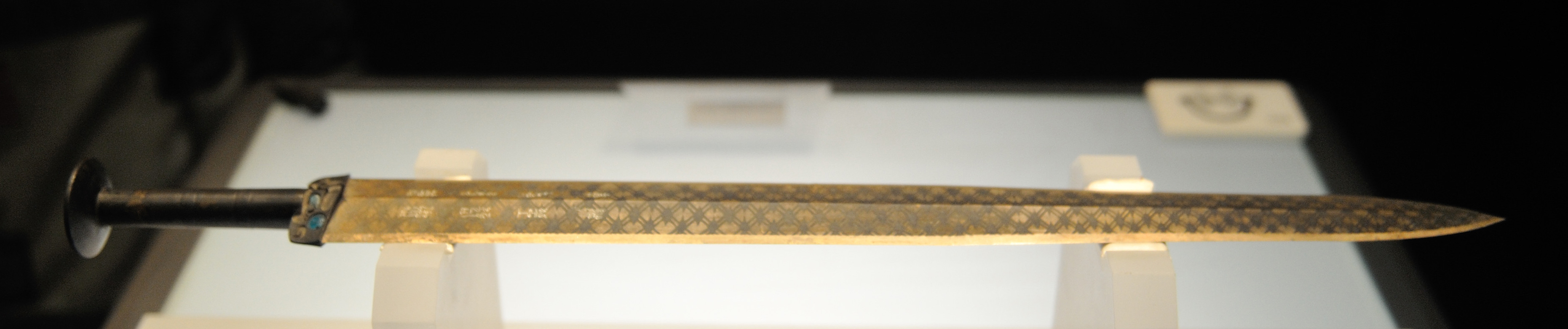

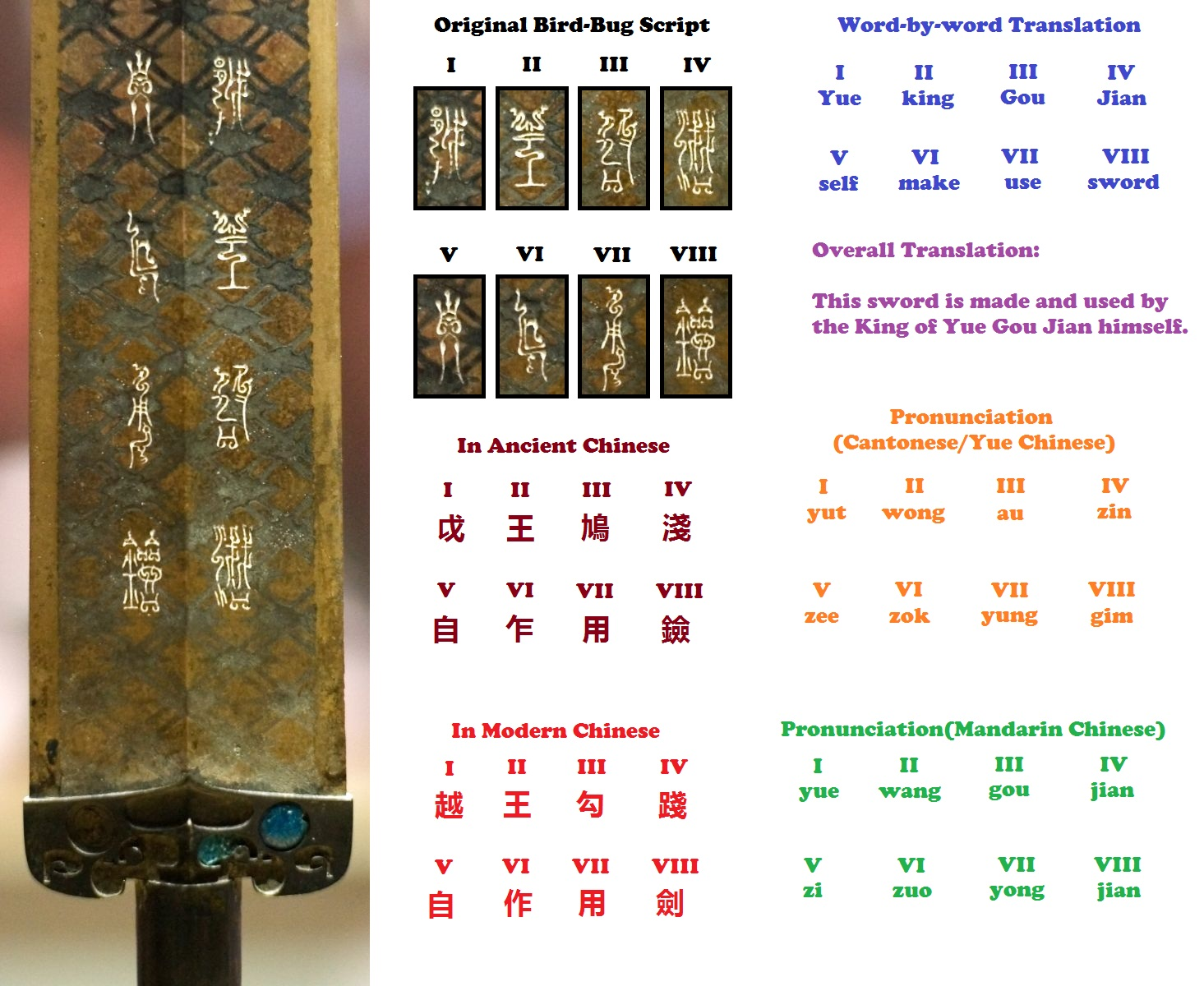

L'épee de Goujian (chinois simplifié : 越王勾践剑 ; chinois traditionnel : 越王勾踐劍 ; pinyin : yuè wáng gōujiàn jiàn) est une épée chinoise en bronze de la période des Printemps et des Automnes ayant appartenu au roi Goujian (en) de Yue, découverte dans un état de conservation remarquable en 1965 dans le Xian de Jiangling, dans la province du Hubei, en Chine. Elle comporte de la calligraphie dans le style oiseaux et insectes typique de cette période.
Ces inscriptions désignent le roi Goujian comme étant son propriétaire pour son usage personnel.
Cette épée est actuellement conservée au Musée provincial du Hubei (湖北省博物馆), à Wuhan.